# Apolysis quinquenotata
Apolysis quinquenotata är en tvåvingeart som först beskrevs av Johnson 1903.  Apolysis quinquenotata ingår i släktet Apolysis och familjen svävflugor. Inga underarter finns listade i Catalogue of Life.